# Balajthy József
Balajthy József (19. század) magyar református lelkész, tudós, szakíró, költő, műfordító.

## Élete és munkássága
1816-ban az Ugocsa vármegyei Szőlősvégardón lelkészként dolgozott. Ugyanebben az évben Sárospatak városában Chrysant és Daria, vagy a megrettenthetlen keresztyén címmel egy öt felvonásból álló szomorújáték német nyelvről való szabad fordítását jelentette meg. Ekkor jelent meg a Munkács városának és várának leirása című Debrecen városában kiadott műve. 1822 és 1824 között több versét is leközölték a Szépliteratúrai Ajándék című folyóiratban. Tudósként is munkálkodott. 1827–1829 között, majd 1831-ben, 1834-ben, illetve 1836-ban számos történelmi és természettudományi jellegű szakcikket jelentetett meg a Felső Magyar Országi Minerva címet viselő időszaki kiadvány hasábjain. Ezek közt van a Munkács vára című cikke is, mely a lap 1827-es kiadásának 1357. lapján található. 1829-ben a Tudományos Gyűjtemény című havilapban, majd 1840-ben a Társalkodó című folyóiratban is jelentek meg hasonló szakcikkei.
1828-ban I. Ferenc osztrák császár és magyar király hatvanadik születésnapjának alkalmából Bäuerle Adolf Bécsben német nyelvű emlékkönyvet adott ki. A kiadványba Balajthy József Felséges első Ferencz Ausztriai császár... születése hatvanadik napja öröminnepén címmel magyar nyelvű hőskölteményt írt, melyet Kassán adtak ki. 1831 és 1850 között, tizenkilenc éven keresztül Munkács városában tevékenykedett mint lelkész. Közben 1836-ban Debrecenben kiadták egyik Munkácsról szóló tudományos művét Munkács. Azaz: Munkács városának és várának topographiai, geographiai, historiai és statistikai leirása cím alatt. A 288 lapból felépülő kiadvány Tóth Lajos nyomdájában jelent meg. A munkácsi klastrom bővebb ismertetése (Oct. Hung. 397–398. szám alatt), illetve öt történeti értekezésének kézirata megtalálható az Országos Széchényi Könyvtár kézirattárában. Halálozásának helye és pontos dátuma ismeretlen.

## Művei
- Chrysant és Daria, vagy a megrettenthetlen keresztyén – szomorújáték öt felvonásban. Fordította Balajthy József. Sárospatak, 1816.
- Munkács városának és várának leirása. Debrecen, 1816.
- Balajthy József némelly versezetei – kézirat. Buda, 1823.
- Felséges első Ferencz Ausztriai császár... születése hatvanadik napja öröminnepén – hősköltemény. Kassa, 1828.
- Balajthy József történeti értekezései – kézirat. Kassa, 1828.
- Munkács. Azaz: Munkács városának és várának topographiai, geographiai, historiai és statistikai leirása. Debrecen: Tóth Lajos, 1836.